# Amt Mecklenburgische Kleinseenplatte
Im Amt Mecklenburgische Kleinseenplatte sind zwei Städte und zwei Gemeinden zur Erledigung ihrer Verwaltungsgeschäfte mit Sitz in Mirow zusammengeschlossen. Am 1. Juli 2004 wurde das Amt aus den aufgelösten Ämtern Mirow und Wesenberg gebildet. Zum 25. Mai 2014 wurde die Gemeinde Roggentin nach Mirow eingemeindet.
Das Amt liegt im Süden des Landkreises Mecklenburgische Seenplatte in Mecklenburg-Vorpommern und grenzt an die brandenburgischen Landkreise Oberhavel und Ostprignitz-Ruppin.

## Städte und Gemeinden mit ihren Ortsteilen
- Stadt Mirow mit den Ortsteilen Babke, Blankenförde, Diemitz, Fleeth, Granzow, Kakeldütt, Leussow, Peetsch, Qualzow, Roggentin, Schillersdorf und Starsow
- Priepert mit dem Ortsteil Radensee
- Stadt Wesenberg mit den Ortsteilen Ahrensberg, Below, Hartenland, Klein Quassow, Pelzkuhl, Strasen und Zirtow
- Wustrow mit den Ortsteilen Canow, Drosedow, Grünplan, Neu Canow, Neu Drosedow, Wustrow, Pälitzhof und Seewalde

## Politik

### Dienstsiegel
Das Amt verfügt über kein amtlich genehmigtes Hoheitszeichen, weder Wappen noch Flagge. Als Dienstsiegel wird das kleine Landessiegel mit dem Wappenbild des Landesteils Mecklenburg geführt. Es zeigt einen hersehenden Stierkopf mit abgerissenem Halsfell und Krone und der Umschrift „AMT MECKLENBURGISCHE KLEINSEENPLATTE“.

## Tourismus
Die außergewöhnliche Landschaft der Mecklenburgischen Seenplatte und der damit verbundene Tourismus prägen das Amtsgebiet. Zur Urlaubsregion „Kleinseenplatte“ werden über das Amtsgebiet hinausgehend auch die Region Feldberger Seenlandschaft, sowie die Orte Burg Stargard, Neustrelitz und Penzlin sowie das Oberzentrum Neubrandenburg gezählt und vom Tourismusverband Mecklenburgische Seenplatte beworben.